# Villiers-sur-Morin
Villiers-sur-Morin è un comune francese di 1 819 abitanti situato nel dipartimento di Senna e Marna nella regione dell'Île-de-France.

## Società

### Evoluzione demografica
Abitanti censiti